# 1537 w polityce

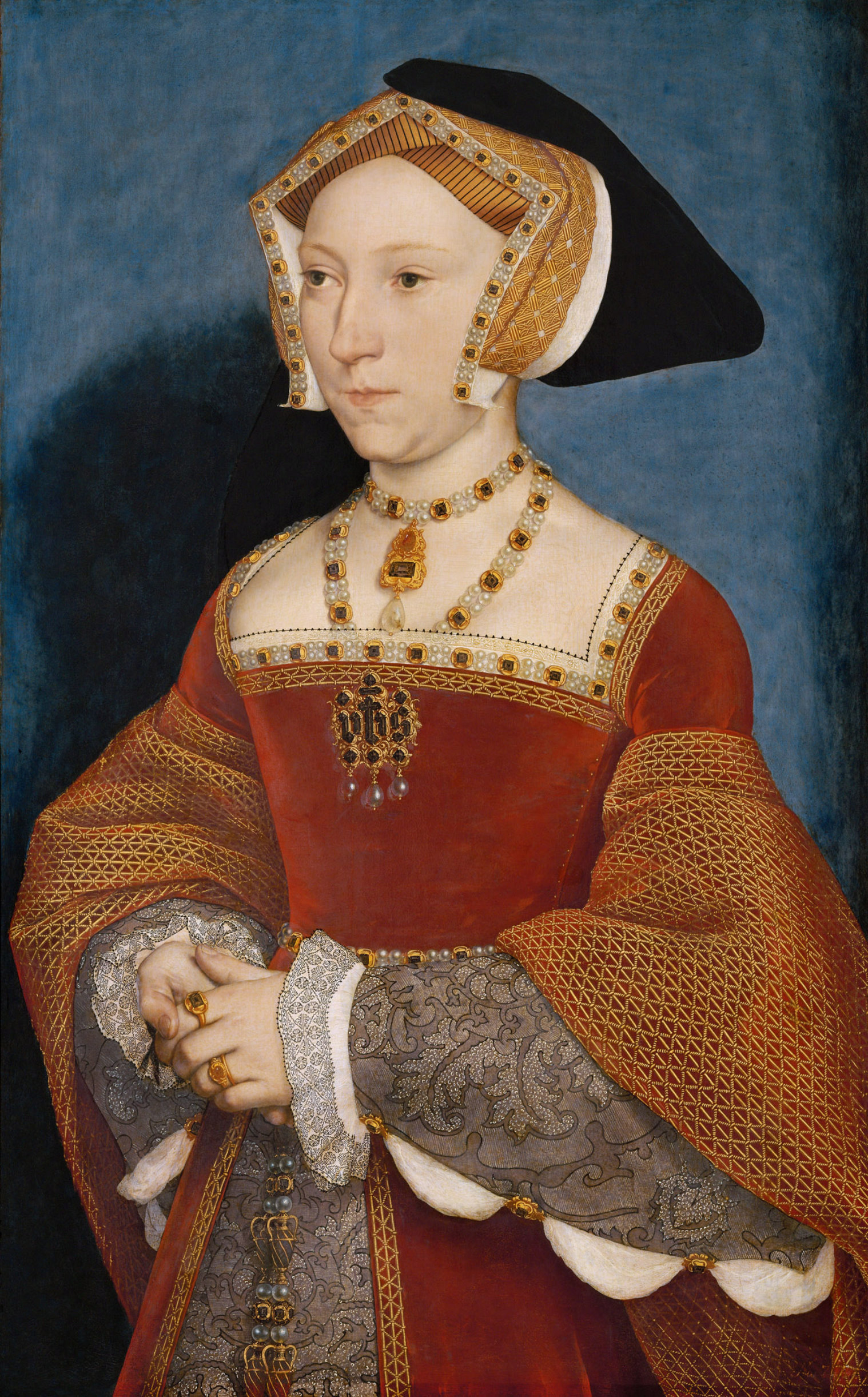
Jane Seymour

Wydarzenia polityczne w 1537 roku.

## Wydarzenia
- 5 stycznia lub 6 stycznia zginął Aleksander Medyceusz[1].
- Styczeń – rebelia angielskich katolików dowodzonych przez Francisa Bigoda przeciwko Henrykowi VIII Tudorowi[2].

## Urodzili się
- 12 października Edward VI Tudor, król Anglii[3].
- 21 grudnia Jan III Waza, król Szwecji[4].
- Patrick Adamson, szkocki arcybiskup[5].
- Eleonora d'Este, włoska księżniczka, córka Herkulesa II d’Este[6].
- Gerolamo Ragazzoni, biskup Bergamo[7].

## Zmarli
- 10 maja Andrzej Krzycki, prymas Polski[8].
- 11 maja John Rochester, katolicki męczennik[9].
- 7 lipca Magdalena de Valois, królowa Szkocji[10].
- 24 października Jane Seymour, królowa angielska, żona Henryka VIII Tudora[11].
- Bartolommeo Berrecci, architekt i rzeźbiarz Zygmunta Starego, budowniczy kaplicy Zygmuntowskiej[12].
- George Ashby, katolicki męczennik[13].